# 陈嘴乡
陈嘴乡，是中华人民共和国河北省沧州市青县下辖的一个乡镇级行政单位。

## 行政区划
陈嘴乡下辖以下地区：
大院村、小院村、陈嘴村、陈张辛村、皇庄村、苟家楼村、张家楼村、时家楼村、董家圈村、南姚庄村、小何场村、吴辛庄村、王家口村、前两连村、后两连村、张泗河村、石泗河村、枣林庄村、邓庄子村、蛮子营村、张二庄村和前渔二庄村。